# پذیرایی (فیلم)
پذیرایی (فیلیپینی: Serbis) یک فیلم درام فیلیپینی است که در سال ۲۰۰۸ منتشر شد.
این فیلم در بخش مسابقهٔ جشنواره فیلم کن ۲۰۰۸ برای به‌دست آوردن نخل طلا پخش شد و نخستین فیلم فیلیپینی بود که در بخش اصلی این رقابت‌ها به‌نمایش درآمد.